# Brian Moore
Brian Moore (Belfast, 1921. augusztus 25. – Malibu, 1999. január 11.) észak-ír regényíró és forgatókönyvíró, aki Kanadába emigrált, majd az Egyesült Államokban élt.

## Fiatalkora és tanulmányai
Moore Belfastban született és nőtt fel nyolc testvérével egy nagy római katolikus családban. Nagyapja, szigorú, tekintélyelvű jogtanácsos, katolikus hittérítő volt. Apja, James Bernard Moore kiemelkedő sebész volt, és az első katolikus, aki a Queen's University szenátusában ült, édesanyja, Eileen McFadden Moore, egy farmer lánya Donegal megyéből ápolónő volt. Nagybátyja a prominens ír nacionalista, Eoin MacNeill, a Conradh na Gaeilge (a Gael Liga) alapítója és a dublini University College Dublin ír nyelv professzora.
Moore a Newington Elementary School-ban és a belfasti St Malachy's College-ban tanult. 1939-ben otthagyta a főiskolát, miután megbukott felsőfokú vizsgáján. A The Feast of Lupercal középpontjában álló iskola fizikai leírása szorosan megegyezik Moore alma materével, és széles körben a kollégium enyhén kitalált helyszíneként tartják számon, mivel nem szívesen emlékezett rá.

## Háborús szolgálat és költözés Észak-Amerikába
Moore önkéntes légitámadási parancsnok volt a második világháború alatt, és szolgált a Belfast Blitz idején 1941 áprilisában és májusában. Civilként szolgált a brit hadseregnél Észak-Afrikában, Olaszországban és Franciaországban. A háború befejeztével Kelet-Európában dolgozott az ENSZ Segély- és Rehabilitációs Igazgatóságánál.
1948-ban Kanadába emigrált, hogy a Montreal Gazette riportereként dolgozzon, és kanadai állampolgár lett. Moore 1948 és 1958 között Kanadában élt, 1959-ben New Yorkba költözött, hogy felvegye a Guggenheim-ösztöndíjat, és ott is maradt 1967-ben bekövetkezett válásáig. Ezután az Egyesült Államok nyugati partjára költözött, ahol a kaliforniai Malibuban telepedett le új feleségével, Jean-nal. Kreatív írást tanított az UCLA-n. Míg végül Kaliforniába költözött, Moore minden év egy részét Kanadában élte egészen haláláig.

## Regények és témák
Moore Kanadában írta első regényeit. Legkorábbi könyvei thrillerek voltak, amelyeket saját neve alatt, vagy Bernard Mara vagy Michael Bryan álneveken adtak ki. Ezek közül az első kettőt, amelyeket később mindet elvetett, Kanadában adta ki a Harlequin – Wreath for a Redhead 1951 márciusában és a The Executioners 1951 júliusában.
A Judith Hearne, amelyet Moore első regényének tekintett, és ez volt az első, amelyet a thriller műfaján kívül produkált, továbbra is a legnagyobbra értékelt könyvei közé tartozik. A könyvet tíz amerikai kiadó utasította el, mielőtt egy brit kiadó elfogadta volna. Film készült belőle, Maggie Smith brit színésznő játssza a magányos "spinster"-t, (potenciális vénlány), aki a könyv/film címszereplője.
Más regényeit is megfilmesítették, köztük az Intent to Kill, The Luck of Ginger Coffey, Catholics, Black Robe, Cold Heaven és The Statement. Társszerzője volt Alfred Hitchcock Szakadt függöny című filmje forgatókönyvének, és ő írta a The Blood of Others forgatókönyvét, Simone de Beauvoir Le Sang des autres című regénye alapján.
Moore a The Feast of Lupercal és The Emperor of Ice-Cream című regényeiben kritizálta belfasti iskolai tanulmányait.
Egyes regényei határozottan antidoktriner és antiklerikális témákat tartalmaznak, és különösen határozottan beszélt az egyháznak az írországi életre gyakorolt hatásáról. Regényeinek visszatérő témája a katolikus papság fogalma. Több alkalommal feltárja a hitét elvesztő pap gondolatát. Ugyanakkor számos regénye mélyen rokonszenves és megerősítően ábrázolja a hit és a vallási elkötelezettség küzdelmét, a legkiemelkedőbb a Black Robe (Fekete köntös).

## Elismerés
Graham Greene azt mondta, hogy Moore volt a kedvenc élő regényírója, bár Moore kezdett úgy tekinteni a címkére, mint "egy kis albatroszra".

## Magánélete
Moore kétszer volt házas. Első házasságát 1952-ben kötötte Jacqueline ("Jackie") Sirois (született: Scully), kanadai-francia újságírótársával, akitől fia, Michael (aki profi fotós lett) született 1953-ban. 1967 októberében elváltak, Jackie pedig 1976 januárjában halt meg. Moore 1967 októberében vette el második feleségét, Jean Russell-t (született Denney), a kanadai tévé egykori kommentátorát.
Moore tengerparti házát a kaliforniai Malibuban Seamus Heaney Remembering Malibu című költeményében ünnepelték. Moore özvegye, Jean élt a házban, mígnem 2018-ban a Woolsey Fire-ban elpusztult.

## Halála
Brian Moore malibui otthonában halt meg 1999. január 11-én, 77 évesen tüdőfibrózisban. A 19. századi francia szimbolista költőről, Arthur Rimbaud-ról szóló regényen dolgozott. Utolsó publikált munkája halála előtt a "Going Home" című esszé volt. Ezt az elmélkedés ihlette családi barátja, az ír nacionalista Bulmer Hobson connemarai sírjához tett látogatása. Az esszé a Granta megbízásából készült, és 1999. február 7-én jelent meg a The New York Timesban. Moore Írországgal és írságával kapcsolatos gyakran ellentmondásos hozzáállása ellenére a darabban a befejező gondolata az volt: „A múlt addig van eltemetve, amíg Connemarában Bulmer Hobson sírjának látványa vissza nem hozza azokat az arcokat, jeleneteket, hangokat és szagokat, amelyek ma már csak emlékezetemben élnek. És abban a pillanatban tudom, hogy ha meghalok, szeretnék végre hazajönni, hogy itt temessenek el ezen a csendes helyen a legelő tehenek között."

## Öröksége
Az észak-írországi Creative Writers Network 1996-ban indította el a Brian Moore Short Story Awards díját, amelyen minden ír származású szerző részt vehetett. A bírák között volt Glenn Patterson, Lionel Shriver, Carlo Gébler és Maeve Binchy. A díjátadó rendszer 2008-ig folytatódott, és mára megszűnt.
Moore két életrajznak volt a tárgya: Brian Moore: The Chameleon Novelist (1998), Denis Sampson és Brian Moore: A Biography (2002), Patricia Craig. Patrick Hicks Brian Moore and the Meaning of the Past (2007) kritikai visszatekintést nyújt Moore munkáira. Moore Judith Hearne című regényének megjelenéséről és házasságának felbomlásáról Diana Athill Stet (2000) című emlékiratában találhatók információk.
1975-ben Moore gondoskodott arról, hogy irodalmi anyagait, leveleit és dokumentumait a Calgary Egyetem Könyvtárának Különleges Gyűjtemények Osztályában helyezzék letétbe, amelynek leltárát a University of Calgary Press 1987-ben tette közzé. Moore archívuma, amely nem filmezett forgatókönyveket, különféle regények piszkozatait, munkajegyzeteket, egy 42 kötetes folyóiratot (1957–1998) és levelezését tartalmazza, jelenleg a The Harry Ransom Humanities Research Centerben, az austini Texasi Egyetemen található.
Moore születésének 2021-es századik évfordulója alkalmából egy projekt – Brian Moore 100 éves –, amelyet a British Academy/Leverhulme Trust Small Research Grant finanszírozott, és megpróbálta újraértékelni, és feléleszteni a tudományos és a közvélemény érdeklődését munkássága iránt. Tartalmaz egy kutatási programot, nyilvános eseményeket és egy nemzetközi tudományos konferenciát.

## Díjak és kitüntetések
- 1955 Beta Sigma Phi award (best first novel by a Canadian author for Judith Hearne)
- 1955 Authors' Club First Novel Award (for Judith Hearne, chosen by C. S. Forester)[50]
- 1959 Guggenheim Fellowship for Fiction[51]
- 1960 Governor General's Award for Fiction (for The Luck of Ginger Coffey)
- 1975 James Tait Black Memorial Prize for Fiction (for The Great Victorian Collection)
- 1975 Governor General's Award for Fiction (for The Great Victorian Collection)
- 1976 Nominee, Booker Prize (for The Doctor's Wife)
- 1987 Nominee, Booker Prize (for The Colour of Blood)[52]
- 1987 The Sunday Express Book of the Year (for The Colour of Blood)
- 1987-ben a Queen's University Belfast(wd) díszdoktori címet adományozott Moore-nak.[53]
- 1990 Nominee, Booker Prize (for Lies of Silence)
- 1994 Robert Kirsch Award for Lifetime Achievement by the Los Angeles Times for his novels[54]

## Bibliográfia

### Non-fiction és esszé
- (with the editors of Life(wd)) Canada (1963)
- "Now and Then", Threshold 23: The Northern Crisis, edited by John Montague(wd). Belfast: Lyric Players Theatre (1970). Republished as "Bloody Ulster: An Irishman's Lament" in The Atlantic(wd), September 1970[55]
- "Old Father, Old Artificer", in Irish University Review 12 (Spring 1982), chapter 12 (on James Joyce)
- "Going Home" in The New York Times, 7 February 1999

### Regények
- Wreath for a Redhead (1951) (U.S. title: Sailor's Leave pub. 1953)
- The Executioners (1951)
- French for Murder (1954) (as Bernard Mara)
- A Bullet for My Lady (1955) (as Bernard Mara)[56]
- Judith Hearne (1955) (reprinted as The Lonely Passion of Judith Hearne in 1956)
- This Gun for Gloria (1956) (as Bernard Mara)
- Intent to Kill (1956) (as Michael Bryan)
- The Feast of Lupercal (1957) (reprinted as A Moment of Love in 1969)
- Murder in Majorca (1957) (as Michael Bryan)
- The Luck of Ginger Coffey (1960)
- An Answer from Limbo (1962)
- The Emperor of Ice-Cream (1965)
- I Am Mary Dunne (1968)
- Fergus (1970)
- The Revolution Script (1971)
- Catholics (1972, Ger 1975: Katholiken) – first printed in New American Review 15 (New York: Simon & Schuster 1972) pp. 11–72
- The Great Victorian Collection (1975)
- The Doctor's Wife (1976)
- The Mangan Inheritance (1979) (Originally published as The Family Album)[57]
- The Temptation of Eileen Hughes (1981)
- Cold Heaven (1983)
- Black Robe (1985)
- The Colour of Blood (1987)
- Lies of Silence (1990)
- No Other Life (1993)
- The Statement (1995)
- The Magician's Wife (1997)

### Novellagyűjtemények
- Two Stories (1978) Northridge, California: Santa Susana Press. Contains "Uncle T" and "Preliminary Pages for a Work of Revenge" ISBN 978-0937048221
- The Dear Departed: Selected Short Stories (2020) London: Turnpike Books ISBN 9781916254701[58]

### Elbeszélések
- "Sassenach", Northern Review 5 (October–November 1951)
- "Fly Away Finger, Fly Away Thumb", London Mystery Magazine, 17, September 1953 : reprinted in Haining, Peter(wd) (ed.) Great Irish Tales of Horror, Souvenir Press(wd) 1995; and reprinted in Moore, Brian. The Dear Departed: Selected Short Stories (2020).  London: Turnpike Books.
- "The Specialist", Bluebook, March 1953[59]
- "Enemies of the People", Bluebook, May 1953[59]
- "The Ridiculous Proposal", Bluebook, January 1954[59]
- "A Vocation", Tamarack Review 1 (Autumn 1956): 18–22; reprinted in Threshold 2 (Summer 1958): 21–25; reprinted in Garrity, Devin A (ed.) The Irish Genius,  (1960). New York: New American Library(wd), pp. 125–128; reprinted for the Verbal Arts Centre(wd) project, 1998; and reprinted in Moore, Brian. The Dear Departed: Selected Short Stories (2020).  London: Turnpike Books.
- "Lion of the Afternoon", The Atlantic, November 1957; reprinted in Pacey, Desmond(wd) (ed.) A Book of Canadian Stories  (1962). Toronto: Ryerson Press, pp. 283–293 and reprinted in Moore, Brian. The Dear Departed: Selected Short Stories (2020).  London: Turnpike Books
- "Next Thing was Kansas City", The Atlantic, February 1959
- "Grieve for the Dear Departed", The Atlantic, August 1959; reprinted in Pudney, John(wd) (ed.) Pick of Today's Short Stories, no. 12,  (1960). London:  Putnam(wd), pp. 179–188 and reprinted in Moore, Brian. The Dear Departed: Selected Short Stories (2020).  London: Turnpike Books
- "Uncle T", Gentleman's Quarterly, November 1960; reprinted in Two Stories, see above and reprinted in Moore, Brian. The Dear Departed: Selected Short Stories (2020).  Turnpike Books
- "Preliminary Pages for a Work of Revenge", Midstream 7 (Winter 1961); reprinted in Montague, John(wd) and Kinsella, Thomas(wd) (eds.) The Dolmen: Miscellany of Irish Writing (1962), Dublin: Dolman, pp. 1–7; reprinted in  Richler, Mordecai (ed.), Canadian Writings Today, Harmondsworth(wd): Penguin Books(wd), pp. 135–145; reprinted in Two Stories, see above and reprinted in Moore, Brian. The Dear Departed: Selected Short Stories (2020).  London: Turnpike Books
- "Hearts and Flowers", The Spectator, 24 November 1961 and reprinted in Moore, Brian. The Dear Departed: Selected Short Stories (2020).  London: Turnpike Books
- "Off the Track", Weaver, Robert(wd) (ed.) Ten for Wednesday Night,  Toronto: McClelland and Stewart Ltd., 1961, pp. 159–167; reprinted in Giose Rimanelli, Giose; Ruberto, Robert (eds.) (1966), Modern Canadian Stories,  Toronto: Ryerson Press, pp. 239–246 and reprinted in Moore, Brian. The Dear Departed: Selected Short Stories (2020).  London: Turnpike Books
- "The Sight", Hone, Joseph(wd) (ed.) Irish Ghost Stories,  London: Hamish Hamilton, 1977, pp. 100–119; reprinted in  Manguel, Alberto(wd) (ed.) Black Water,  Picador 1983; reprinted in Manguel, Alberto (ed.) The Oxford Book of Canadian Ghost Stories. Toronto: Oxford University Press 1990
- "A Bed in America" (unpublished; later used in Hitchcock film Torn Curtain)
- "A Matter of Faith" (unpublished)

### Színdarab
- The Closing Ritual (1979), unperformed[19][48]
- Catholics (1980), based on his own novel – ACT Theatre(wd), world premiere: Seattle, May 1980
- The Game (undated), unperformed[60]

### Forgatókönyvek
- Dustin is Dustin (undated film script, now in University of Calgary Special Collection)[60]
- The Goat (1964), film script[60]
- The Luck of Ginger Coffey (1964)
- Torn Curtain (1966)
- The Slave (1967), based on Moore's novel An Answer from Limbo[61]
- Catholics (1973)
- The Closing Ritual (1979)
- The Blood of Others (1984)
- Brainwash (1985)[61]
- The Sight (1985),[62] a half-hour drama based on a short story by Moore
- Il Giorno prima (Control) (1987)
- Gabrielle Chanel (1988)[61][63]
- The Temptation of Eileen Hughes (TV film; 1988)
- Black Robe (1991)

### További filmek Brian Moore munkái alapján
- Intent to Kill (1958), a film with a screenplay by Jimmy Sangster(wd), based on the novel written by Moore as Michael Bryan
- Uncle T (1985),[64] a half-hour drama, with a script by Gerald Wexler(wd), based on a short story by Moore
- The Lonely Passion of Judith Hearne (1987), a film with a screenplay by Peter Nelson based on Moore's novel
- Cold Heaven (1991), a film with a screenplay by Allan Scott(wd) based on Moore's novel
- The Statement (2003), a film with a screenplay by Ronald Harwood(wd) based on Moore's novel

### Filmek Brian Moore-ról
- The Lonely Passion of Brian Moore (1986),[65] a documentary featuring Moore and looking at what inspired his work
- The Man From God Knows Where (1993), BBC Bookmark profile

## Magyarul megjelent
- Megkésett bűnhődés (The Statement) – General Press, Budapest, 1998 · ISBN 9639076252 · Fordította: Gieler Gyöngyi
- A csend hazugságai (Lies of Silence) – General Press, Budapest, 2000 · ISBN 9639076880 · Fordította: Németh Anikó

## Fordítás
- Ez a szócikk részben vagy egészben  a   Brian Moore című angol Wikipédia-szócikk fordításán alapul.  Az eredeti cikk szerkesztőit annak laptörténete sorolja fel. Ez a jelzés csupán a megfogalmazás eredetét és a szerzői jogokat jelzi, nem szolgál a cikkben szereplő információk forrásmegjelöléseként.